# Летановці
Летановце (словац. Letanovce) — село в окрузі Спішска Нова Вес Кошицького краю Словаччини. Площа села 21,38 км². Станом на 31 грудня 2015 року в селі проживало 2293 жителі.

## Історія
Перші згадки про село датуються 1250 роком.

## Географія
Протікають Білий потік і річка Брусник Неподалік розташовані ущелина Кисель і Соколина долина.

## Населення
| Рік:            | 1994. | 2004.    | 2014.    | 2024.   |
| --------------- | ----- | -------- | -------- | ------- |
| Кількість осіб: | 1717  | 2066     | 2276     | 2326    |
| Різниця:        |       | +20,32 % | +10,16 % | +2,19 % |

| Рік:            | 2023. | 2024.   |
| --------------- | ----- | ------- |
| Кількість осіб: | 2305  | 2326    |
| Різниця:        |       | +0,91 % |